# Światowy Dzień Krótkofalowca
Światowy Dzień Krótkofalowca (Krótkofalarstwa), ang. World Amateur Radio Day, WARD – święto obchodzone corocznie 18 kwietnia w rocznicę utworzenia w 1925 roku międzynarodowej organizacji ruchu krótkofalarskiego (ang. International Amateur Radio Union, IARU).
Celem święta ustanowionego przez IARU jest upamiętnienie dnia, w którym społeczności z różnych krajowych organizacji zrzeszyły się w Międzynarodowej Unii Radioamatorskiej dającej początek krótkofalarstwu bez granic.
Podczas obchodów odbywają się spotkania i imprezy radiooperatorskie mające przybliżyć problematykę amatorskiego radia. W większości krajów odbywają się okolicznościowe zawody krótkofalarskie.
Polski Związek Krótkofalowców i Magazyn Krótkofalowców QTC z tej okazji wydają okolicznościowy dyplom.
Święto jest również okazją do podziękowań i uznania pracy krótkofalowców podczas klęsk żywiołowych, którzy utrzymują łączność gdy zawodzą inne „profesjonalne” systemy.
Co roku obchody odbywają się pod innym hasłem.
Hasłem 2009 roku było: Wykwalifikowana kadra operatorska w przypadku katastrof i klęsk żywiołowych. Patronat nad polskimi obchodami WARD-2009 sprawował Prezes PZK Piotr Skrzypczak.
Hasło 2012 roku 50 lat satelitów amatorskich w kosmosie nawiązuje do wystrzelenia w kosmos pierwszych amatorskich sztucznych satelitów Ziemi: OSCAR 1 i OSCAR 2.